# Convoy (Avonturenpark Hellendoorn)
Convoy is een rondrit in het Nederlandse attractiepark Avonturenpark Hellendoorn.

## Geschiedenis
De attractie is in 1993 geopend en is gebouwd door Zamperla en staat in Dreumesland. In de attractie nemen kinderen plaats in een karretjes in de vorm van vrachtwagen die 3 rondjes rijdt. De vrachtwagens vormen samen een lange trein, oftewel een konvooi.

## Lengte
Om in Covony te mogen betreden dient de gast minimaal 90 cm te zijn. Er geldt ook een maximum lengte van 120 cm.
Afbeeldingen
 · Lijst van attracties